# La Chasse spirituelle
La Chasse spirituelle est un texte en prose perdu attribué à Arthur Rimbaud. Paul Verlaine, qui affirmait que c'était le chef-d'œuvre de son auteur, prétendit avoir oublié ce texte chez sa femme Mathilde au moment de l'escapade avec Rimbaud en Belgique. Selon Jacques Bienvenu, Verlaine a voulu faire croire que le texte de La Chasse spirituelle se confondait avec le texte des lettres échangées par Rimbaud et Verlaine en mars-avril 1872, au contenu scabreux, de façon à prétendre que ces lettres constituaient un travail littéraire ; ces lettres furent retrouvées par Mathilde, qui s'en servit ultérieurement pour gagner son procès en demande de séparation en 1874. Jean-Jacques Lefrère estime que tout, au contraire, porterait à croire que ce texte a bel et bien existé.
Un texte d'une dizaine de pages, dont aucun manuscrit autographe n'a été produit, a été publié en 1949. Fortement inspiré dans sa forme d'Une saison en enfer, mais bourré de maladresses indignes de l'auteur présumé selon le jugement d'André Breton, le texte s'est révélé être un faux.

## Le «scandale Rimbaud»
Le 19 mai 1949, Pascal Pia, connu pour ses faux d'Apollinaire, Baudelaire et Radiguet, mais aussi pour la publication de trois textes authentiques de Rimbaud jusque-là inconnus[Lesquels ?], présenta à la stupéfaction générale La Chasse spirituelle, dont le journal Combat publia des extraits. Un texte intégral fut publié quelques jours plus tard au Mercure de France. Mais André Breton dénonça rapidement l’imposture, et les comédiens Akakia-Viala et Nicolas Bataille reconnurent être les auteurs de ce faux.
L'éditeur, qui avait été berné, reconnut publiquement la supercherie et proposa de rembourser les acheteurs mécontents. Il fit signer par les libraires commandant de nouveaux exemplaires une note précisant qu'il s'agissait d'un « pastiche ». Les deux auteurs avaient monté toute cette affaire pour se venger des « rimbaldiens » qui avaient critiqué leur mise en scène d'Une Saison en enfer représentée à Paris quelques mois auparavant.[réf. souhaitée]  Ils avaient confié le texte, mystérieusement copié chez un collectionneur voulant garder l'anonymat, à un ami, espérant que leurs détracteurs en auraient vent, mais n'avaient pas prévu qu'on le publierait à leur insu.

### Origine probable du titreLa Chasse spirituelle
Selon Alain Collet, « la Chasse spirituelle » est une expression qui figure dans le titre d'un poème de Guy [Guillaume] Michel dit de Tours publié au début du XVIe siècle : « La Forest de Conscience, contenant la chasse spirituelle des Princes, écrite en rime Françoise, par Guy Michel dit de Tours. Paris, Le Noir, 1520. in 8°. Gothiq. » :

L'auteur, en prose et en vers, utilise la chasse et les animaux appropriés pour illustrer la poursuite d'une vie morale chargée des sept péchés mortels et des punitions potentielles pour s'être écarté du droit chemin.
On sait que Rimbaud avait le projet d'écrire un ensemble de textes regroupés sous le titre d' « Histoire magnifique » ou « Histoire splendide ». D'après Alain Collet, il serait vraisemblable qu'il se soit souvenu du titre et du contenu de ce texte aux caractères mystiques pour produire une des « photographies des temps passés » évoquées dans ses souvenirs par Ernest Delahaye [réf. souhaitée] et confirmées par la lettre de Rimbaud à l'homme de lettres Jules Andrieu du 16 avril 1874.[réf. souhaitée]
La Chasse spirituelle est probablement un de ces « morceaux de bravoure historique » (expression du poète lui-même[réf. souhaitée])  que Rimbaud a perdu dans des circonstances rocambolesques et qui ont dû contribuer à la naissance d'un mythe.

## Éditions
- [Akakia Viala et Nicolas Bataille], Arthur Rimbaud. La Chasse spirituelle, Paris, Mercure de France, 1949, 63 p. ; préface de Pascal Pia.
- Arthur Rimbaud, La chasse spirituelle, Paris, Éditions Léo Scheer, 2012, 444 p. ; postface de Jean-Jacques Lefrère. [L'édition propose en outre un commentaire de nombreux textes publiés entre 1949 et 1959 autour de La Chasse spirituelle, ainsi qu'une série de parodies et de pastiches rimbaldiens, en prose et en vers.]